# Kruiskerk (Echtenerbrug)
De Kruiskerk is een kerkgebouw in Echtenerbrug in de Nederlandse provincie Friesland.

## Kerk 1954
Deze kerk werd gebouwd op de vrijgekomen terreinen na het afbranden van een nog vrij jong kerkgebouw. Al snel na die brand kwamen er plannen voor nieuwbouw, maar de schoonheidscommissie was het niet eens met de bouw van de kerktoren; de discussie daarover hield meer dan vier maanden aan. Bovendien dekte de vergoeding van de verzekering van de afgebrande kerk niet geheel de nieuwbouw. Aanvullende financiering werd verkregen door crowdfunding binnen de gereformeerde gemeenschap in heel Nederland. Dat oponthoud zorgde ervoor dat de kerstmis van 1954 nog niet in een nieuwe kerk konden plaatsvinden. In oktober 1954 werd pas bekend dat de eerste steen rond die tijd geplaatst kon worden.  
Onder ontwerp van de Leeuwardense architect J.J. Stiensma
werd er op de oude fundering een nieuw kerkgebouw neergezet; voor de toren moest een nieuw fundament van 32 palen geslagen worden. Het tien meter hoge gebouw en de twintig meter hoge toren kwamen te liggen aan een nieuw ingerichte weg. Er werd gebouwd voor 370 zitplaatsen. De eerste steen werd gelegd door ds. R. Akkerman op 27 december 1954.
De kerk aan de Duimstraat werd een rechtgesloten zaalkerk met een vrijstaande ongelede zadeldaktoren.  De kerk werd in augustus 1955 in gebruik genomen, maar ontbeerde nog een orgel.
In 1988 kwam er een orgel  van Johannus Orgelbouw.

## Diensten
De PKN gemeente Echtenerbrug-Oosterzee kerkt afwisselend in deze kerk en de Laurenskerk te Echten.

## Kerk 1925
De kerk verving de gereformeerde kerk uit 1925 die op 31 januari 1954 door brand werd verwoest. De kerk ging verloren doordat ze midden in de nacht vermoedelijk getroffen werd door kortsluiting. Als eerste rukte de brandspuit uit Echter uit, maar die kon die brand niet aan. De brandweerkorpsen uit Heerenveen en Lemmer moesten aan het werk om de brand te blussen. De bluswerkzaamheden werden bemoeilijkt door tijd (de rijafstand uit Lemmer is tien kilometer), de sloot waaruit bluswater gepompt moest worden was bevroren en de slanghaspels lekten. Wat restte waren de vier muren; interieur en orgel waren compleet verwoest. De in 1950 geplaatste klok en de nieuwe verwarmingsinstallatie gingen eveneens verloren.  Het bluswerk kon wel voorkomen dat omliggende woningen brand vatten. De restanten stonden er treurig bij, mede door de ijspegels gevormd uit bluswater. De brand was landelijk nieuws. Al spoedig begon de gelovige gemeente met plannen voor nieuwbouw.             